# Colletes abessinicus
Colletes abessinicus är en biart som beskrevs av Heinrich Friese 1915. Den ingår i släktet sidenbin, och familjen korttungebin. Inga underarter finns listade i Catalogue of Life.

## Beskrivning
Arten är ett bi med övervägande svart grundfärg (undantagen anges nedan) och brett huvud. Hane och hona är tämligen olika:
Hona

Käkarnas spetsar är delvis mörkt rödbruna. Ansiktet förutom munskölden är täckt med lång, gulgrå behåring. Mellankroppen har upptill lång, orangebrun päls. Benens fotspetsar är gulbruna; benen är täckta med vitaktig till gulaktig behåring. Bakskenbenens pollenkorg, hårborsten som honan använder för att samla pollen, är ljusgrå med en del iblandade mörkbruna hår. Vingarna är gulbruna med mörkbruna ribbor. Tergiterna (segmenten på bakkroppens ovansida) är genomskinligt rödaktiga i bakkanterna; bakkanterna på tergit 1 till 4 (de fyra främre segmenten) har emellertid vita hårband längs bakkanterna, det på tergit 1 inte heltäckande, de övriga breda. Tergit 1 har dessutom gles, blekgul behåring på främre delen, medan tergit 3 till 5 har svart behåring. Kroppslängden är 9 till 10 mm.
Hane

Käkarnas spetsar är delvis mörkt rödbruna. Ansiktet, inklusive munskölden, är täckt med lång, gulbrun behåring. Mellankroppen har upptill lång, brungul päls. Benen är täckta med vit till gulbrun behåring. Vingarna är svagt gulbruna med bruna ribbor. Tergiterna har en svart grundfärg med ett blåaktigt skimmer med undantag för bakkanterna, som precis som hos honan är genomskinligt rödaktiga; bakkanterna är dessutom täckta med smala, vita hårband. Tergiterna framför de vita hårbanden har gulbrun behåring som är lång på de två främre, kortare på de följande. Kroppslängden är 8,5 till 9,5 mm.

## Ekologi
Arten är en bergsart som har påträffats på höjder upp till 3 250 m. Flygtiden är kort, mellan augusti och oktober. Arten flyger till blommande växter från familjerna korgblommiga växter (som skäror och strävt nigerfrö [Guizotia scabra]), korsblommiga växter (som raps) samt ärtväxter (som klöverarten Trifolium rueppellianum).

## Utbredning
Arten tros vara endemisk för Etiopiens högländer.